# Jabłoń-Jankowce
Jabłoń-Jankowce – wieś w Polsce położona w województwie podlaskim, w powiecie wysokomazowieckim, w gminie Nowe Piekuty.
Zaścianek szlachecki Jankowce należący do okolicy zaściankowej Jabłonia położony był w drugiej połowie XVII wieku w powiecie brańskim ziemi bielskiej województwa podlaskiego. W latach 1975–1998 miejscowość administracyjnie należała do województwa łomżyńskiego.
Wierni kościoła rzymskokatolickiego należą do parafii św. Apostołów Piotra i Pawła w Jabłoni Kościelnej.

## Historia wsi
Wieś założona najprawdopodobniej w XV lub XVI w. Seło Jabłońskich Jankowyi wymienione w dokumentach popisu szlachty litewskiej z 1528 r. Na zjazd stawili się: Martin Jankowicz, Mikołay Jankowicz Surbło, Martin Mikołaiewicz Surbłowicz, Janawaia Szepetczynaia wdowa, Paweł Janowicz, Mikołaj Szepetczycz, Bernat Stanisławowicz, Brat jeho Bartosz, Stanisław Martinowicz. Można przypuszczać, że pierwszym osadnikiem był Jan, a jego synowie zwali się Jankowiczami. Stąd też pochodzi druga część nazwy wsi.
Mieszkali tutaj Jabłońscy herbu Jasieńczyk. Spis podatkowy z 1580 r. wspomina o Mikołaju synu Pawła, Michale synu Mikołaja oraz Szczepanie synu Mikołaja.
Jankowce są wymieniane w spisie podatku pogłównego z 1676 r. Mapa z 1795 wyszczególnia je jako Jankowice Jabłoń. Zapewne tutejsza gałąź rodu Jabłońskich herbu Jasieńczyk przyjęła nazwisko Jankowscy.
Wieś wchodziła w skład okolicy szlacheckiej Jabłoń, wzmiankowanej w XV w.. Wsie rozróżnione drugim członem nazwy.
W I Rzeczypospolitej miejscowość należała do ziemi bielskiej.
W roku 1827 wieś liczyła 27 domów i 172 mieszkańców. Pod koniec XIX w. należała do powiatu mazowieckiego, gmina Piekuty, parafia Jabłoń. We wsi istniało wówczas 33 domów oraz grunty rolne o powierzchni 306 morg ziemi poduchownej.
W połowie XIX wieku teren wsi został przecięty odcinkiem kolei warszawsko-petersburskiej.
W 1891 r. wieś liczyła 5 gospodarstw chłopskich i 29 drobnoszlacheckich. Powierzchnia przeciętnego gospodarstwa wynosiła 5 ha.
W 1921 roku naliczono tu 34 domy i 193 mieszkańców.
W roku 1930 założono Ochotniczą Straż Pożarną, drugą co do kolejności na terenie gminy.

## Współcześnie
Miejscowości liczy 46 domów i 234 mieszkańców. Ochotnicza Straż Pożarna zrzesza 24 strażaków oraz 23 członków Młodzieżowej Drużyny Pożarniczej.

## Obiekty zabytkowe
- Drewniane domy z początku XX w.
- Murowany młyn motorowy z lat 30. XX w[9].